# قانون طبیعی و حقوق طبیعی
قانون طبیعی و حقوق طبیعی (به انگلیسی: Natural Law and Natural Rights)، (۱۹۸۰؛ ویرایش دوم ۲۰۱۱) کتابی است از جان فینیس که برای اولین بار توسط انتشارات دانشگاه آکسفورد، به‌عنوان بخشی از مجموعه حقوقی کلارندون منتشر شد. فینیس فلسفه حقوق و قانون طبیعی را در سنت ارسطو و توماس آکویناس توسعه می‌دهد. ارائه و دفاع او از قانون طبیعی از سه منظر قابل بررسی است. اول، جدلی در تضاد با سایر فلسفه‌های حقوق. دوم، از طریق روش‌شناسی خاص خود، مبتنی بر استدلال عملی. سوم، از طریق محتوای ماهوی آن در قالب کالاهای اساسی انسانی. این مقاله مروری کوتاه بر هر یک از این دیدگاه‌ها ارائه می‌دهد. علاوه بر این، نسخه 2011 او شامل یک پست‌نویسی بود که به‌طور خلاصه در بخش چهارم مورد بحث قرار گرفته‌است. ارزیابی مختصری از کتاب نیز در بخش پایانی گنجانده شده‌است.

## کالاهای اساسی انسانی
فهرست اشکال کالای انسانی یا کالاهای اساسی به‌شرح زیر است:
- استدلال عملی یا معقول بودن.
- زندگی، از جمله تولید مثل کودکان.
- علم، یعنی میل به شناخت حقیقت از سرگشتگی.
- بازی به‌عنوان فعالیتی که جذب‌کننده است اما هیچ فایده‌ای فراتر از مشارکت در خود فعالیت ندارد.
- تجربه زیبایی‌شناختی، یعنی زیبایی در اشیا یا اعمال.
- جامعه‌پذیری (دوستی) که شامل تعهد به منافع و رفاه دیگران است.
- دین، که به امر متافیزیکی مربوط می‌شود.
- ازدواج، اضافه شده در پست‌نویسی.

## نظرات کلی در مورد کتاب
این کتاب به‌عنوان مجموعه‌ای از مقالات دربارهٔ طیف گسترده‌ای از موضوعات نوشته شده‌است که با یک موضوع کلی هدایت می‌شوند، اگرچه ممکن است تا پایان آن کاملاً آشکار نشود. مقاله‌ها بخشی توصیفی و بخشی جدلی هستند. استدلال‌ها با جزئیات شرح داده شده‌است، که باعث می‌شود کتاب، گاهی اوقات، خواندنی دشوار داشته باشد. گستردگی موضوعات و دیدگاه‌ها، خلاصه‌ای از دانش نظری حقوق و همچنین ارائه و دفاع ماهوی از مفهوم حقوق طبیعی را ارائه می‌دهد.